# Royal Navy Submarine Museum
Le Royal Navy Submarine Museum de Gosport au Royaume-Uni est un musée maritime qui retrace l’histoire internationale du développement des sous-marins depuis l’époque d’Alexandre le Grand jusqu’à nos jours, et en particulier l’histoire du Royal Navy Submarine Service depuis le premier sous-marin de la marine, le HMS Holland 1, aux sous-marins nucléaires de classe Vanguard. Le musée est situé à proximité de l’ancien établissement côtier HMS Dolphin, le quartier général du Royal Navy Submarine Service de 1904 à 1999.

## Historique

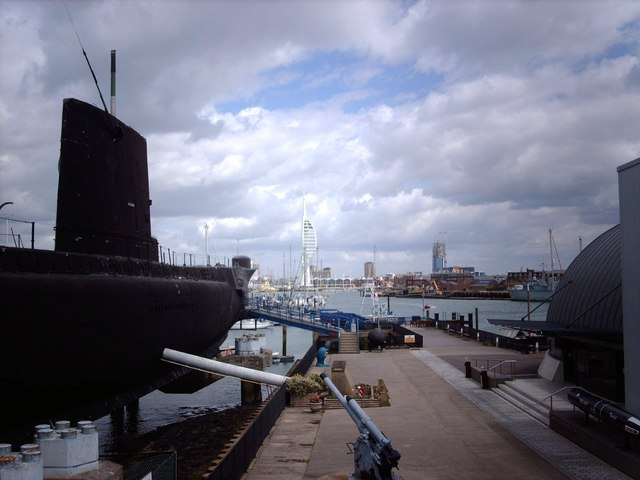

La collection du musée a vu le jour sous le nom de Submarine Branch Collection' en 1963, au-dessus de l’église Saint-Ambrose dans le HMS Dolphin. Peu de gens étaient au courant de l’existence du musée et ceux qui la connaissaient avaient un accès limité à la collection pour des raisons de sécurité. Le musée a été officiellement reconnu par le ministère de la Défense en 1967, avec le Fleet Air Arm Museum et le Royal Marines Museum. Le premier conservateur à temps plein du musée est nommé l’année suivante.
Le musée a été officiellement enregistré comme organisme de bienfaisance en 1970 et a connu un développement important. En 1978, le musée a été déplacé à l’extérieur du HMS Dolphin, permettant un accès complet au public. C’est à cette époque que le sous-marin d’entraînement et d’exposition statique de la Royal Navy, le HMS Alliance, a été donné au musée. 410 000 livres sterling ont été recueillies pour payer la sortie de l’eau du sous-marin et sa mise en place au musée.

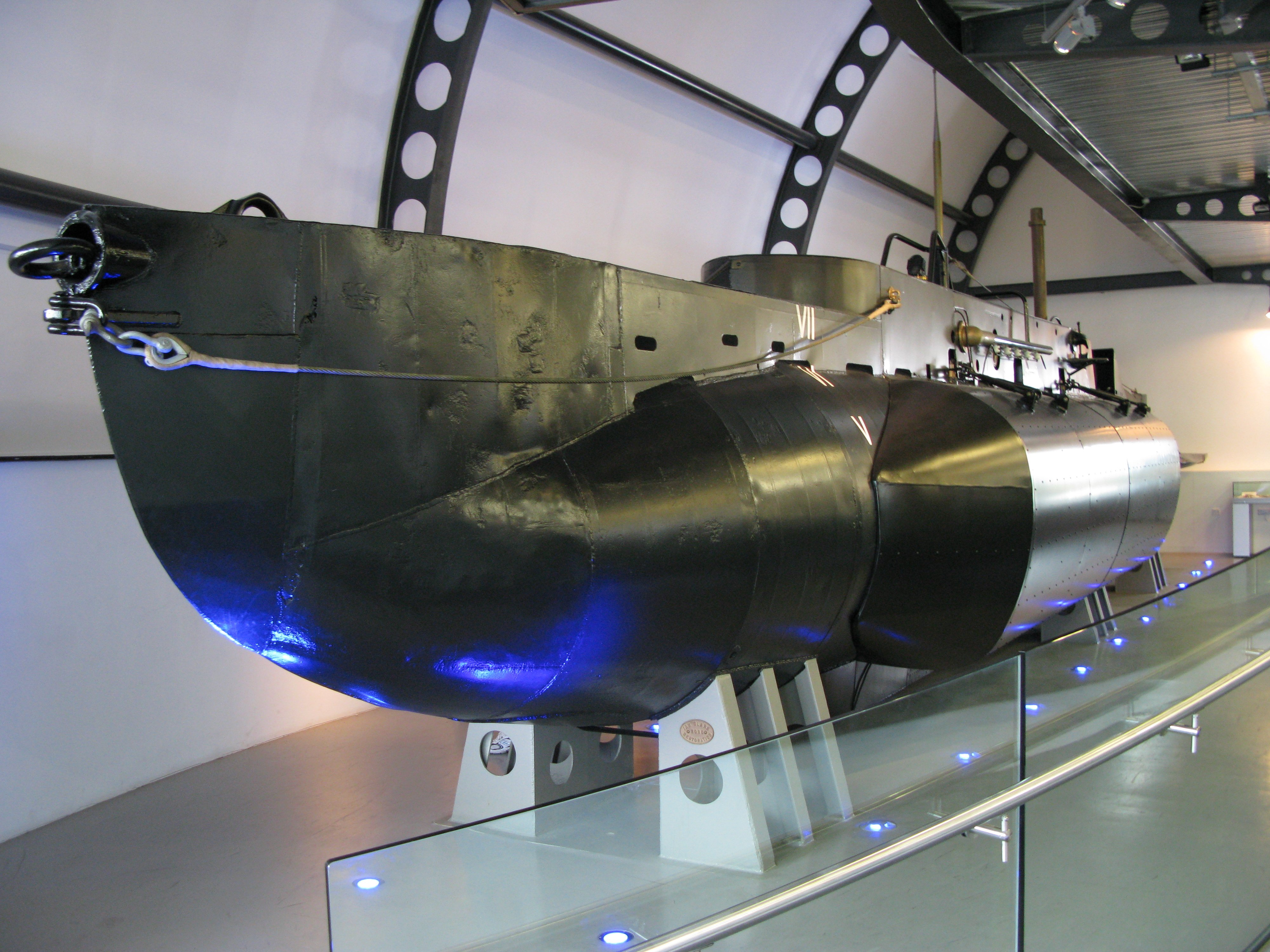
Le sous-marin de poche X24 en exposition

Le nouveau complexe du musée a ouvert ses portes en août 1981 avec le HMS Alliance comme pièce principale de l'exposition. Au fil des ans, d’autres sous-marins et souvenirs sous-marins ont été ajoutés à la collection. En 1983, le musée a acquis un nouveau bâtiment d’exposition et le public a été autorisé à visiter le HMS Alliance. En 2001, le musée a ouvert un bâtiment climatisé qui abrite le HMS Holland 1.
Les visiteurs du musée peuvent visiter le HMS Alliance avec un guide ancien sous-marinier, explorer la galerie scientifique interactive, monter à bord du premier sous-marin de la Royal Navy, le HMS Holland 1 (construit en 1901), ou se promener dans les expositions du musée.

## Sous-marins et autres engins submersibles

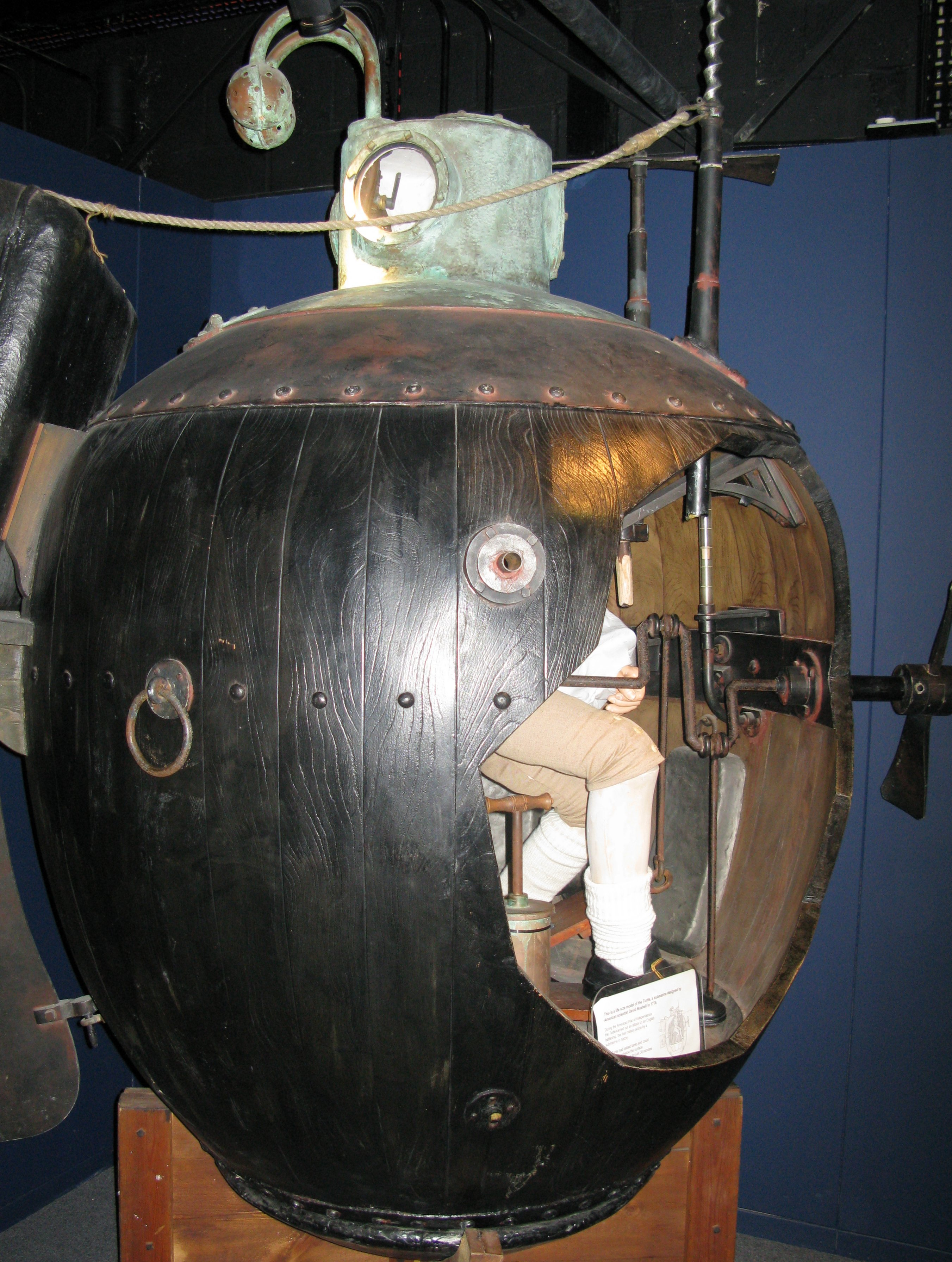
Modèle grandeur nature du sous-marin Turtle

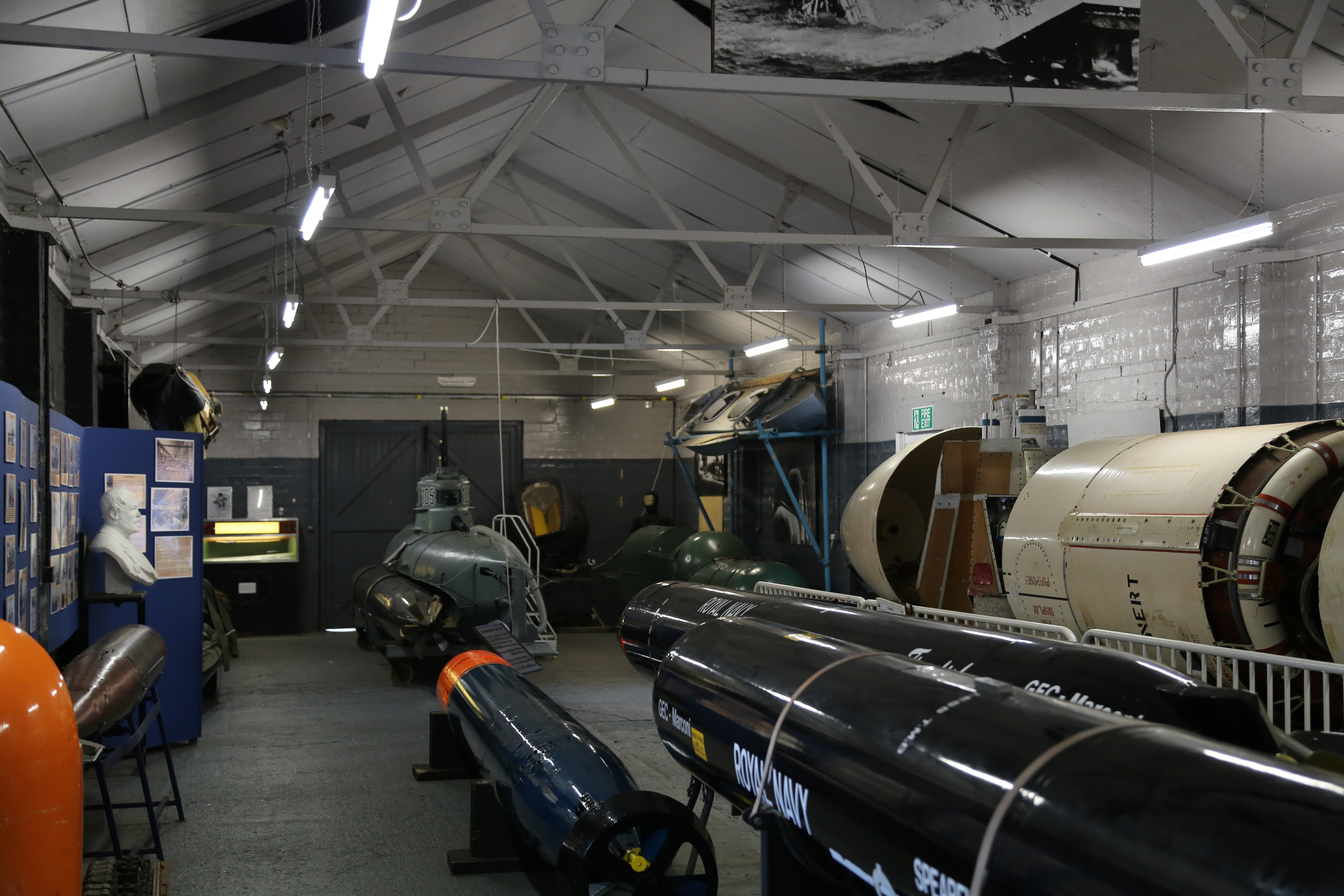
Une partie d'une des galeries du musée

Les sous-marins suivants peuvent être vus sur place :
- Le HMS Alliance : un sous-marin chasseur-tueur de la classe Amphion d’après-guerre, maintenant sorti de l’eau et placé sur pilotis ;
- HMS Holland 1 : le premier sous-marin de la Royal Navy ;
- X24 : le seul navire de classe X à avoir servi pendant la Seconde Guerre mondiale et à survivre dans un état intact.
- Biber (no 105) : sous-marin de poche allemand de la Seconde Guerre mondiale. Il a été remis en état de fonctionnement par des apprentis de Fleet Support Limited qui suivaient un cours en alternance en 2003 sous la direction de Ian Clark. La restauration en vedette sur la section de sauvetage de Channel 4[3].
- LR3 : un submersible de recherche abyssal et de sauvetage.
- Maiale : Une torpille humaine italienne.
- Combinaison JIM : un scaphandre rigide.
- le Cutlet (en français : côtelette : un des premiers véhicules sous-marins téléguidés
- Turtle : réplique du premier sous-marin jamais utilisé au combat.

## Galeries historiques et modernes
Intitulées « Du pirate au pacificateur », elles comprennent :
- Une grande collection de sous-marins et de torpilles.
- les périscopes du célèbre HMS Conqueror de la guerre des Falklands, à travers lesquels on peut voir le port de Portsmouth.
- le Coin du Souvenir, qui commémore ceux qui ont consacré leur vie au service des sous-marins
- des médailles des sous-mariniers, y compris la Croix de Victoria d’Edward Courtney Boyle.
- Activités pour enfants
  - Simulateur de salle de contrôle - Simulation de commandement d'un sous-marin.

## Autres expositions navales historiques à proximité
- le Portsmouth Historic Dockyard avec ses navires historiques et le Royal Naval Museum.
- Explosion! Le musée de la puissance de feu navale.